# Down Street
Down Street, ook bekend als Down Street (Mayfair), is een spookstation in Londen aan de metrolijn Piccadilly Line tussen Hyde Park Corner en Green Park. 

## Geschiedenis

### Reizigersdienst
Het station werd op 15 maart 1907 geopend aan de Great Northern, Piccadilly and Brompton Railway, de latere Piccadilly Line, enkele maanden nadat de lijn zelf was geopend. Het stationsgebouw staat aan Down Street in het zuiden van Mayfair, vlak bij Piccadilly en op korte afstand van Park Lane. De vertraagde opening was het gevolg van moeilijkheden bij de aankoop van het terrein voor het stationsgebouw en rond de afspraken over een veilige inrichting van de ondergrondse doorgangen met de Board of Trade. 
Het stationsgebouw is gebouwd naar het standaardontwerp van Leslie Green, de huisarchitect van de Underground Electric Railways Company of London (UERL). Dit ontwerp is een staalskelet van twee lagen dat bekleed is met bloedrode geglazuurde tegels en op de eerste verdieping bogen met ramen heeft. In het gebouw was een stationshal en de reizigers daalden met twee Otis-liften af naar de voetgangerstunnels op 22,2 meter onder Down Street. De perrons liggen haaks op deze tunnels onder Piccadilly en zijn met vaste trappen vanuit deze tunnels bereikbaar. Het station in het zuiden van Mayfair, waar de bewoners rijk genoeg waren om andere vervoersmiddelen te gebruiken, kende weinig aanloop en Dover Street lag slechts 550 meter oostelijker en Hyde Park Corner slechts 500 meter westelijker. Vanaf 1909 stopten, net als bij Brompton Road, niet meer alle diensten bij Down Street, na de Eerste Wereldoorlog was het zondags gesloten. 
In 1929 was Down Street een van de stations die voor sluiting werden voorgedragen in verband met de verlenging van de Picadilly Line. Door het schrappen van stations in het centrum kon de reizigersdienst worden versneld wat vooral voor de reistijden van forensen met een grotere reisafstand van belang was. Bovengronds betekende de komst van roltrappen bij de beide belendende stations dat hun ingangen richting Down Street verschoven. Hierdoor werd de loopafstand zodanig dat ook hierom een extra station aan de noordzijde van het Green Park overbodig werd. De opening van de ondergrondse stationshal van Hyde Park Corner op 21 mei 1932 betekende dan ook de sluiting van Down Street. Nadat het station gesloten was werd vrijwel meteen begonnen de bouw van een keerspoor tussen de sporen naar het westen. Hiertoe werden de perrons aan die kant ingekort om plaats te maken voor overloopwissels vanaf Down Street. Dit spoor wordt gebruikt om diensten uit het oosten te keren of voor klein onderhoud aan de metrostellen. Vanaf het westelijke einde van deze tunnel tussen de doorgaande sporen is met een personeelstunnel verbonden met Hyde Park Corner. De liften zijn verwijderd en de schachten zijn aangepast voor extra ventilatie van de tunnel.

Plattegrond van het station
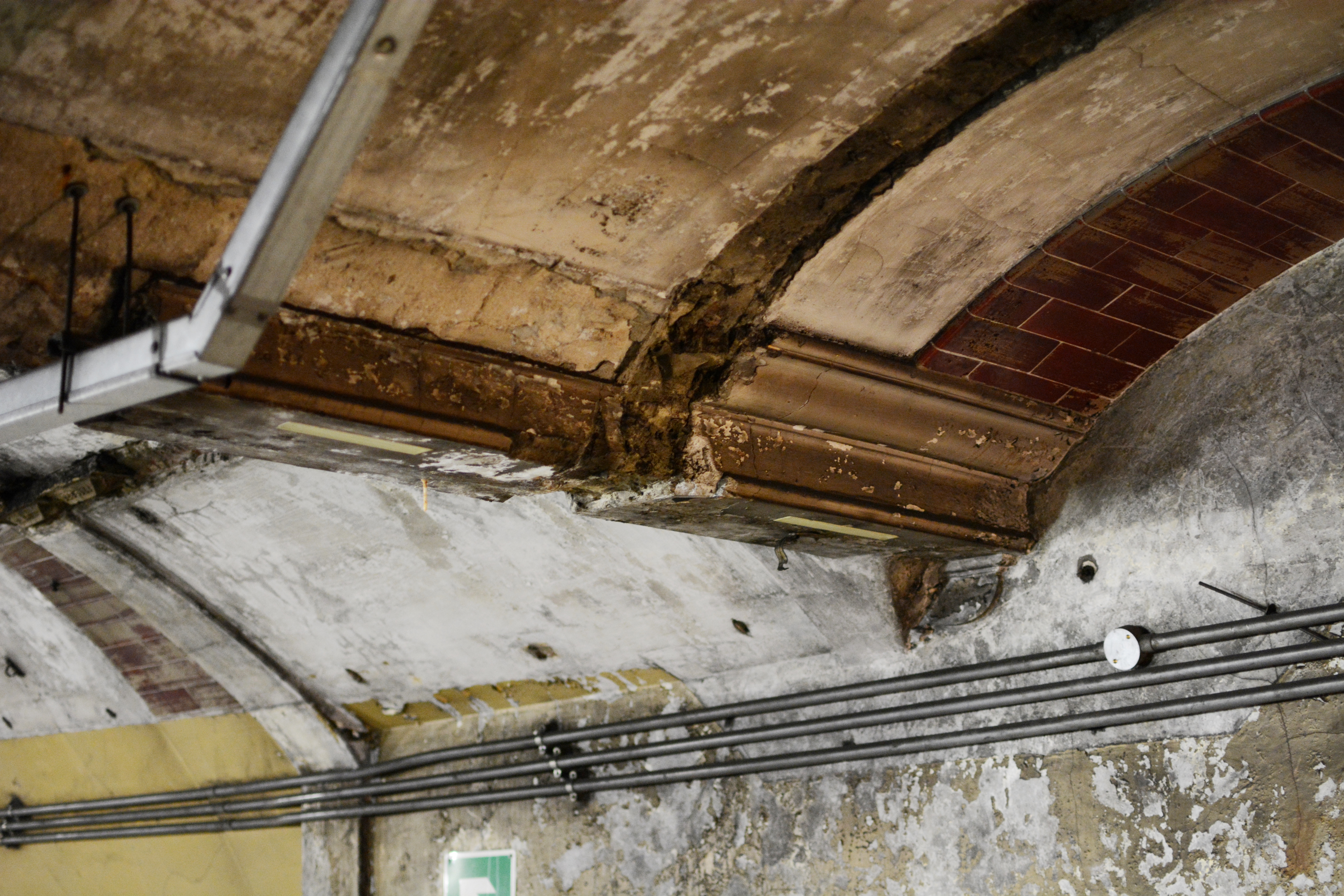
Een groef van een verwijderde scheidingswand
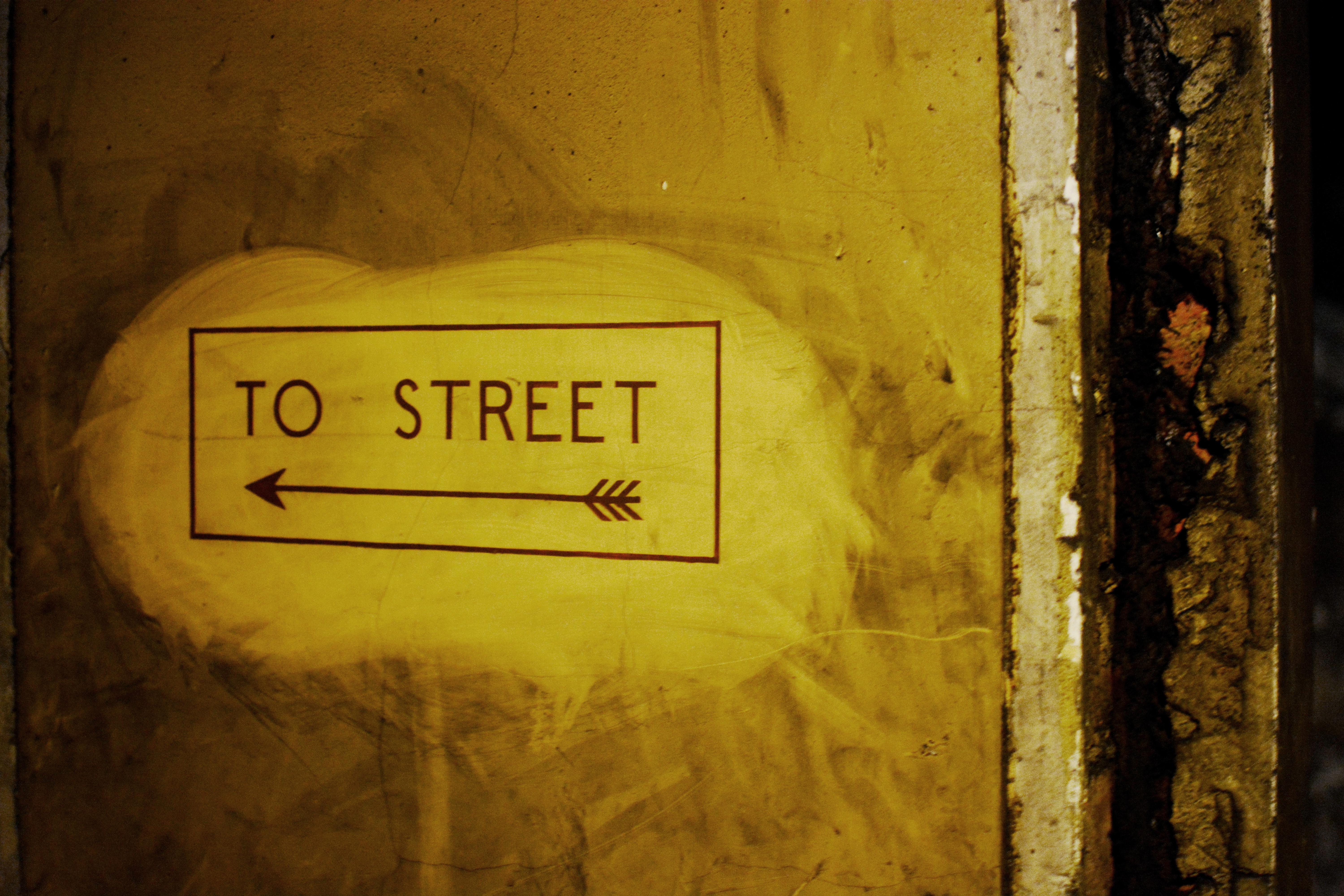
Een wegwijzer uit de tijd van de schuilkelder

### Bunker
In het kader van een programma om diepgelegen bunkers te bouwen om essentiële overheidsdiensten in geval van oorlog tegen luchtaanvallen te beschermen werd het station begin 1939 geselecteerd als locatie voor zo'n bunker. De perrons werden met bakstenen wanden gescheiden van de sporen en de voormalige perrons en toegangsgangen werden vervolgens opgedeeld in kantoren, vergaderruimtes en slaapzalen. De ombouw werd uitgevoerd door de London Passenger Transport Board, terwijl de London, Midland and Scottish Railway de inrichting van de kamers en de installatie van de stroom- en communicatieapparatuur voor haar rekening nam. In het oorspronkelijke noodtrappenhuis werd een tweepersoonslift geplaatst en zijn een telefooncentrale, toiletten en badkamers toegevoegd.
De hoofdgebruiker van de schuilkelder was het comité voor spoorwegbeheer, maar ook Winston Churchill, die het station The Barn (de schuur) noemde, met zijn oorlogskabinet gebruikte het station voordat hij terecht kon in de Cabinet War Rooms. 
Normaal gesproken werd het personeel niet met de lift maar per metro aan- en afgevoerd naar de schuilkelder zodat de locatie geheim kon blijven. De metro maakte daarvoor een extra stop bij Down Street, de spoorwegdirecteuren en anderen reden in de cabine van de metrobestuurder mee van en naar de aangrenzende stations. Na de oorlog beleef het in gebruik als communicatiecentrum voor de spoorwegen totdat in 1948 het spoorwegnet werd genationaliseerd. Sinds 1948 wordt het station alleen gebruikt voor technische toegang en als nooduitgang van de metro. In april 2015 ging Transport for London op zoek naar mogelijkheden voor commercieel gebruik van delen van het bovengrondse gebouw, de in onbruik geraakte liftschacht en de ondergrondse gangen. De ingediende voorstellen omvatten een restaurant, een bar, een theater, een galerie of winkelruimte. Rondleidingen door het London Transport Museum via het programma Hidden London begonnen in 2016 en bovengronds wordt een deel van het station gebruikt door een winkel.

## Media en cultuur
- Down Street is de inspiratie voor de toegang tot het ondergrondse labyrint in de televisieserie en roman Neverwhere van Neil Gaiman.
- In het computerspel Shadow Man dient een sterk gewijzigde en uitgebreide versie van het station als schuilplaats voor Jack The Ripper.
- In de Britse horrorfilm Creep uit 2004 spelen diverse scènes in Down Street, al vonden de opnames eigenlijk plaats in Aldwych.
- De Britse band Hefner bracht in 2006 het nummer "Down Street" uit op hun album Catfight. Volgens de beschrijving op de hoes speelt het zich af aan het begin van de jaren 1930 en vertelt het het verhaal van twee geliefden die elkaar ontmoeten op het station.
- Steve Hackett nam ook een nummer op met de titel "Down Street" als nummer op het album Wild Orchids uit 2006.
- Billy Connolly bezocht het station tijdens zijn World Tour Of England, Ireland and Wales
- De National Geographic Channel-reeks Great Railway Adventures van Dan Cruickshank besteedde aandacht aan het station.
- In de tv-serie The Tube uit 2012 wordt eveneens aandacht besteed aan het station.
- Agatha Christie gebruikte Down Street in haar boeken The Man in the Brown Suit en The Mystery of the Blue Train.